# Vico Morcote

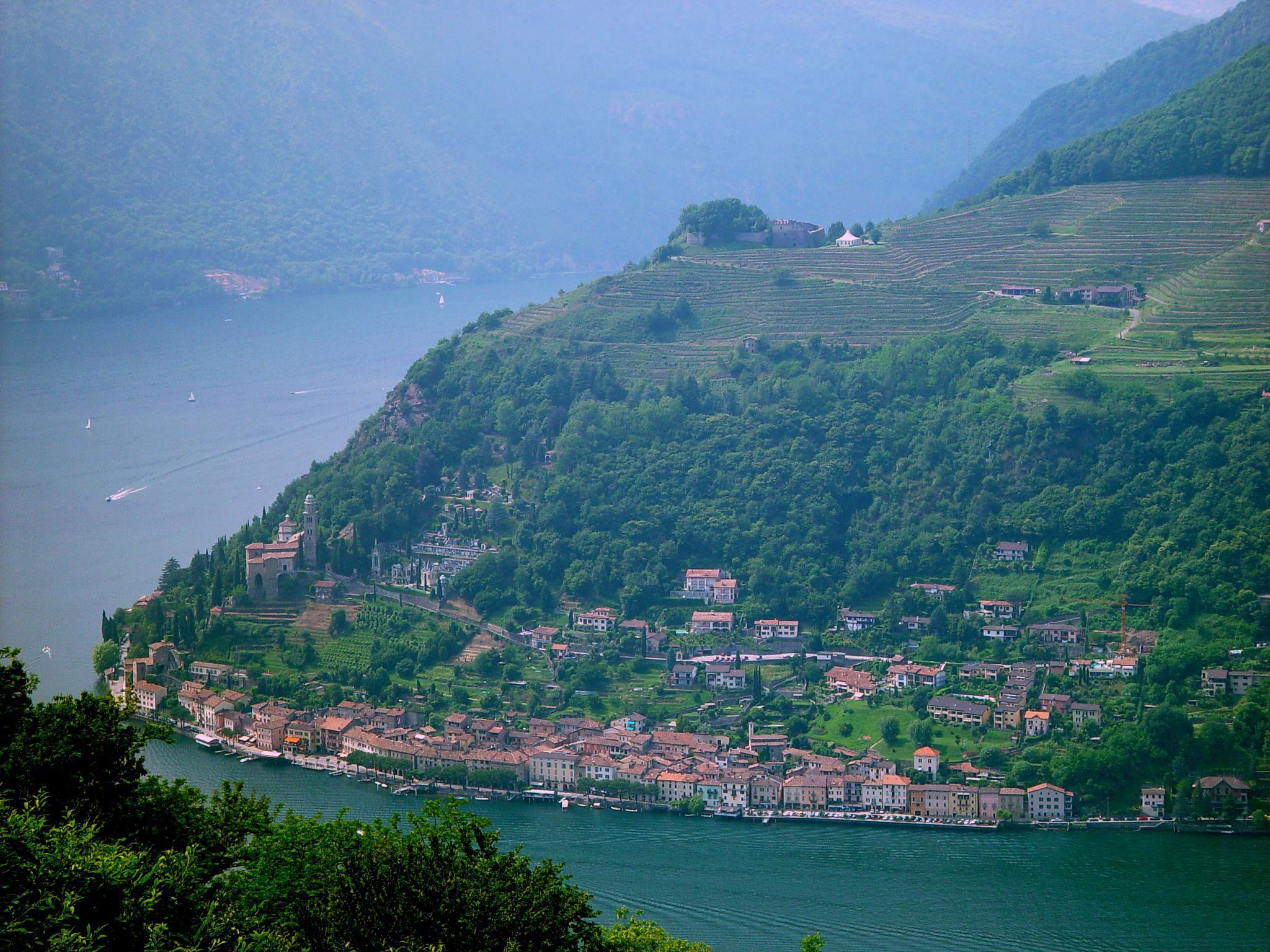
Morcote (nad jeziorem i powyżej Vico Morcote

Vico Morcote (lmo. Vich Murcò) – miejscowość i gmina w południowej Szwajcarii, w kantonie Ticino, w okręgu (distretto) Lugano, w powiecie (circolo) Paradiso. Leży nad jeziorem Lago di Lugano, w pobliżu miasta Lugano.
W Vico Morcote siedzibę ma europejska filia Southern California Institute of Architecture (SCI-ARC).

## Demografia
W Vico Morcote mieszka 418 osób. W 2021 roku 42,8% populacji gminy stanowiły osoby urodzone poza Szwajcarią.